# Heinz Kubsch
Heinz Kubsch (20. juli 1930 – 24. oktober 1993) var en tysk fodboldspiller, der som målmand på det vesttyske landshold var med til at vinde guld ved VM i 1954 i Schweiz, efter den sensationelle 3-2 sejr i finalen over storfavoritterne fra Ungarn. Han var dog ikke på banen i turneringen. I alt nåede han, mellem 1954 og 1956 at spille tre landkampe.
Kubsch var på klubplan primært tilknyttet FK Pirmasens.